# Station Mieścisko
Station Mieścisko is een spoorwegstation in de Poolse plaats Mieścisko.